# Bosnie-Herzégovine aux Jeux olympiques d'été de 2016
La Bosnie-Herzégovine participe aux Jeux olympiques d'été de 2016 à Rio de Janeiro au Brésil du 5 août au 21 août. Il s'agit de sa 7e participation à des Jeux d'été.

## Athlétisme

### Homme

#### Course
| Athlètes  | Compétitions | Série         | Série | Demi-finales  | Demi-finales | Finale  | Finale  |
| Athlètes  | Compétitions | Temps         | Rang  | Temps         | Rang         | Temps   | Rang    |
| --------- | ------------ | ------------- | ----- | ------------- | ------------ | ------- | ------- |
| Amel Tuka | 800 mètres   | 1 min 45 s 72 | 2e    | 1 min 45 s 24 | 4e           | Éliminé | Éliminé |

#### Concours
| Athlètes    | Compétitions    | Série    | Série | Finale   | Finale  |
| ----------- | --------------- | -------- | ----- | -------- | ------- |
| Athlètes    | Compétitions    | Résultat | Rang  | Résultat | Rang    |
| Mesud Pezer | Lancer du poids | 19,55 m  | 24e   | Eliminé  | Eliminé |
| Hamza Alić  | Lancer du poids | 19,48 m  | 26e   | Eliminé  | Eliminé |
| Kemal Mesic | Lancer du poids | 18,78 m  | 30e   | Eliminé  | Eliminé |

### Femme

#### Course
| Athlètes     | Compétitions | Série | Série | Demi-finales | Demi-finales | Finale          | Finale |
| Athlètes     | Compétitions | Temps | Rang  | Temps        | Rang         | Temps           | Rang   |
| ------------ | ------------ | ----- | ----- | ------------ | ------------ | --------------- | ------ |
| Lucia Kimani | Marathon     | NC    | NC    | NC           | NC           | 2 h 58 min 22 s | 116e   |

## Natation
| Athlète      | Épreuve        | Séries        | Séries | Demi-finales | Demi-finales | Finale | Finale |
| Athlète      | Épreuve        | Temps         | Rang   | Temps        | Rang         | Temps  | Rang   |
| ------------ | -------------- | ------------- | ------ | ------------ | ------------ | ------ | ------ |
| Amina Kajtaz | 100 m papillon | 1 min 01 s 67 | 35     | -            | -            | -      | -      |